# 장 4세 드 리외

장 4세 드 리외의 문장.

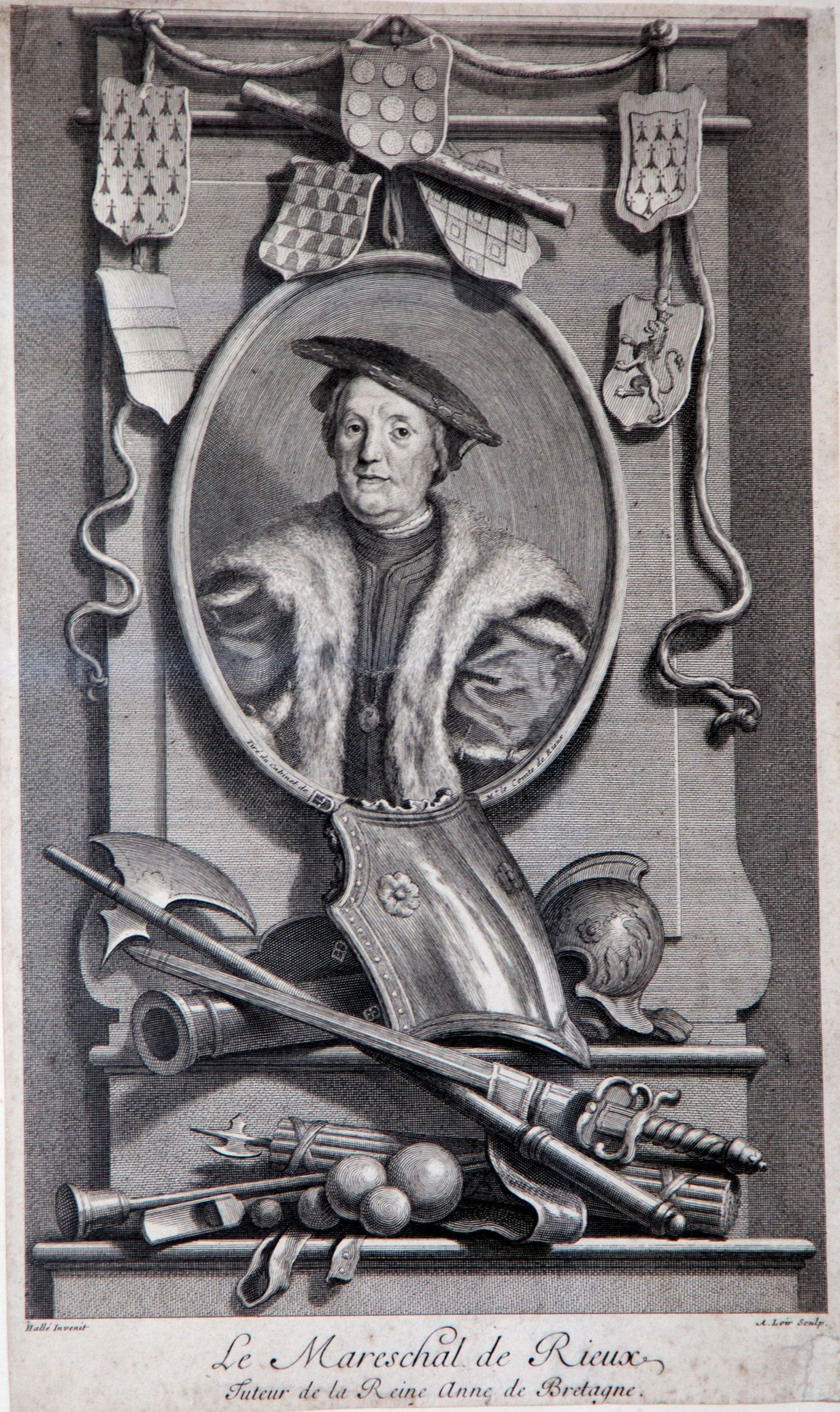
18세기 알렉시 루아르의 장 4세 드 리외의 판화.

장 4세 드 리외(Jean IV de Rieux, 1447년 6월 27일 - 1518년 2월 9일)는 브르타뉴의 귀족이자 사령관이다.
장 3세 드 리외와 베아트리스 드 로앙몽토방(Béatrice de Rohan-Montauban, 1385년-1414년)의 아들로 태어났다.
그는 안 드 브르타뉴의 섭정으로서 브르타뉴를 통치했었다.
그는 샤를 8세에 맞서 브르타뉴군 지휘관으로서 잘 알려져있으며, 생토뱅뒤코르미에 전투에서 대패하고 말았다.
그는 또한 아뮬 백작이자 아르쿠르 백작이기도 했다.
그는 팡티에브르 백작 장 3세 드 브로스의 딸 이자벨 드 브로스(Isabelle de Brosse, 1527년 사망)와 혼인했다.
라 벨 샤토뇌프 중 하나인 르네 드 리외(Renée de Rieux)는 그의 후손 중 한 명이다.